# Liste des maires de Limoges
La création de la charge de maire date à Limoges de l'application tardive de la réforme Laverdy. 
De 1768 à 1789, trois des six individus y accédant sont des officiers du présidial :
1. l'avocat du roi Jacques Juge de La Borie en mars 1768 et en 1774,
2. le lieutenant général Joseph Grégoire de Roulhac de Thias en 1779,
3. Son fils Guillaume-Grégoire de Roulhac aussi lieutenant général en 1785.

## Premiers consuls de Limoges (depuis1744)
| Période | Période | Identité                            | Fonction précédente                          | Observation                                            |
| ------- | ------- | ----------------------------------- | -------------------------------------------- | ------------------------------------------------------ |
| 1732    |         | Jacques Juge de La Borie            |                                              | consul de Limoges                                      |
|         |         | ...                                 |                                              |                                                        |
| 1739    |         | Jacques Juge de La Borie            |                                              | consul de Limoges                                      |
|         |         | ...                                 |                                              |                                                        |
| 1744    | 1745    | Cogniasse du Queyroix               |                                              |                                                        |
| 1745    | 1746    | de Loménie                          |                                              |                                                        |
| 1746    | 1747    | Léonard de La Boissardie            |                                              |                                                        |
| 1747    | 1748    | Devoyon du Buisson                  |                                              |                                                        |
| 1749    | 1749    | Joseph Roulhac, seigneur de Razeix  |                                              |                                                        |
| 1750    | 1751    | Barny de Romanet                    | Juge magistral en la sénéchaussée de Limoges |                                                        |
| 1751    | 1752    | Jean Baptiste de Roulhac du Rouveix |                                              |                                                        |
| 1752    | 1754    | Segue de La Valette                 |                                              |                                                        |
| 1755    | 1756    | J.-B. Montaudon, seigneur du Mont   |                                              |                                                        |
| 1756    | 1757    | Pierre-Nicolas Juge de Saint-Martin |                                              |                                                        |
| 1757    | 1758    | Joseph Grégoire de Roulhac de Telas |                                              |                                                        |
| 1758    | 1759    | P.-A. Hugon de Touars               |                                              |                                                        |
| 1759    | 1760    | Romanet, seigneur de La Briderie    |                                              |                                                        |
| 1760    | 1761    | Bonnin du Fraixeix                  |                                              |                                                        |
| 1761    | 1762    | Jean Baptiste de Roulhac du Rouveix |                                              |                                                        |
| 1762    | 1763    | P. Valade                           |                                              |                                                        |
| 1763    | 1764    | Jacques Juge de La Borie            |                                              | Il est élu premier Consul avec le titre de gouverneur. |
| 1764    | 1765    | J.-B. Montaudon, seigneur du Mont   |                                              |                                                        |
| 1765    | 1766    | de Douhet du Puymoulinier           |                                              |                                                        |
| 1766    | 1767    | de Douhet du Puymoulinier           |                                              |                                                        |
| 1766    | 1767    | Descordes de Parpayat               |                                              |                                                        |
| 1767    | 1768    | Estienne de la Rivière              |                                              |                                                        |

## Liste des maires de Limoges depuis 1768
| Période | Période | Identité                                  | Étiquette | Qualité                                                                       |
| ------- | ------- | ----------------------------------------- | --------- | ----------------------------------------------------------------------------- |
| 1768    | 1771    | Jacques Juge de La Borie                  |           | Nommé par le Roi, le 19 mars 1768. Il est le premier maire de Limoges.        |
| 1771    | 1774    | Mathieu Romanet du Caillaud               |           |                                                                               |
| 1774    | 1779    | Jacques Juge de La Borie                  |           | Maintenu à nouveau en 1774.                                                   |
| 1779    | 1780    | Joseph Grégoire de Roulhac                |           |                                                                               |
| 1781    | 1785    | M. Naurissart                             |           |                                                                               |
| 1785    | 1789    | Guillaume Grégoire de Roulhac de La Borie |           | Nommé maire par le Roi le 6 août 1785                                         |
| 1789    | 1790    | Jean-Baptiste Pétiniaud de Beaupeyrat     |           |                                                                               |
| 1790    | 1790    | Bernard de Beaune                         |           |                                                                               |
| 1790    | 1791    | Jean Baptiste Nieaud                      |           |                                                                               |
| 1791    | 1792    | Louis Naurissard                          |           |                                                                               |
| 1792    | 1792    | François Alluaud Porcelainier             |           |                                                                               |
| 1792    | 1792    | Grellet de Fleurelle                      |           | Elu, il décline la responsabilité.                                            |
| 1792    | 1792    | Guillaume Grégoire de Roulhac de La Borie |           | Elu le 8 décembre par 123 voix sur 201 votants, il décline la responsabilité. |
| 1792    | 1794    | Pierre Deroche l'Ainé                     |           |                                                                               |
| 1794    | 1795    | François Pouyat                           |           |                                                                               |
| 1795    | 1799    | Léonard Ruhade                            |           | Président de l'administration municipale                                      |
| 1799    | 1801    | Joseph Ardent Masjambost                  |           | Président de l'administration municipale                                      |

| Période                    | Identité                              | Affiliation politique     | Profession |
| -------------------------- | ------------------------------------- | ------------------------- | --- |
| 1801-1804                  | Pierre Petit                          |                           | |
| 1804-1814                  | Joseph-François Noualhier             |                           | |
| 1814-1815                  | Louis de Villelume                    |                           | |
| 1815-1815                  | Pierre-Alpinien Bourdeau              |                           | |
| 1816-1821                  | Athanase Martin de la bastide         |                           | |
| 1821-1830                  | Pierre Hypolithe Martin de la Bastide |                           | |
| 1830-1835                  | François Alluaud                      |                           | |
| 1835-1839                  | Jean Juge St Martin                   |                           | |
| 1839-1848                  | Pierre Mazard                         |                           | |
| 1848-1848                  | Joseph Audouin                        |                           | |
| 1848-1848                  | Théodore Bac                          |                           | |
| 1848-1848                  | Gustave Lasserre                      |                           | |
| 1849-1853                  | Louis Ardant                          |                           | |
| 1853-1860                  | Armand Noualhier                      |                           | |
| 1860-1862                  | Louis Ardant                          |                           | |
| 1862-1867                  | Othon Péconnet                        |                           | |
| 1867-1870                  | Charles Joseph le Sage                |                           | Démissionnaire après la proclamation de la République à Paris le 4 septembre 1870. |
| 1870-1870                  | Jean Nassans                          |                           | Notaire. Élu au sein du conseil municipal déjà en place le 5 septembre 1870. Démissionne après le 30 septembre, son état de santé de lui permettant plus d'exercer la fonction.                                                                                           |
| 1870-1870                  | Adrien Dubouché (1818-1881)           |                           | Négociant dans les spiritueux, érudit et collectionneur de céramiques, promoteur des arts décoratifs. Élu au sein du conseil municipal déjà en place le 4 octobre 1870. Démissionne le 23 novembre, "obligé de reprendre ses affaires en ce moment en grande souffrance". |
| 1870-1871                  | Louis Casimir Ranson (1828-1898)      | Républicain radical       | Négociant en draps. Élu au sein du conseil municipal déjà en place le 2 décembre 1870. Par la suite député de la Haute-Vienne (1885-1889). Père du peintre Paul Ranson.                                                                                                   |
| 1871-1876                  | Jules Delignat-Lavaud (1826-1890)     |                           | Avocat. Nommé par décret du chef du pouvoir exécutif, Adolphe Thiers, le 17 mai 1871. Par la suite bâtonnier de l'ordre (1878-1879 ; 1884-1885 ; 1889-1990). |
| 1876-1881                  | René Pénicaud (1843-1899)             | Républicain opportuniste  | Avocat, député (1880-1885) puis sénateur (1886-1899) de la Haute-Vienne |
| 1881-1885                  | Louis Casimir Ranson (1828-1898)      | Républicain radical       | Négociant en draps, député de la Haute-Vienne (1885-1889). Père du peintre Paul Ranson |
| 1885-1887                  | Adrien Tarrade (1844-1889)            | Républicain               | Pharmacien. Révoqué de ses fonctions de maire par décret du 8 novembre 1887 à la suite d'un violent conflit avec le préfet de la Haute-Vienne. |
| 1887-1888                  | Louis Joly (1854-1920)                | Républicain               | Auparavant premier adjoint du précédent. Architecte et professeur de dessin d'architecture à l'école nationale des arts décoratifs de Limoges. |
| 13 mai 1888- 28 avril 1889 | Adrien Tarrade (1844-1889)            | Républicain               | Pharmacien. Décédé au cours de son mandat, le 28 avril 1889. Les élections complémentaires ont lieu le 26 mai suivant. |
| 3 juin 1889-1892           | Émile Labussière                      | Radical-socialiste        | |
| 1892-1895                  | François Chénieux                     | Républicain progressiste  | Chirurgien |
| 1895-1906                  | Émile Labussière                      | Radical-socialiste        | |
| 1906-1910                  | François Chénieux                     | Républicain progressiste, | Chirurgien |
| 1910-1912                  | Émile Dantony                         |                           | Négociant |
| 1912-1941                  | Léon Betoulle                         | SFIO                      | Employé de bureau, destitué en novembre 1940 |
| 1941-1944                  | André Faure                           |                           | Ingénieur métallurgiste, nommé par le régime de Vichy |
| 1944-1945                  | Henri Chadourne                       | PCF                       | Médecin/Résistant |
| 1945-1947                  | Georges Guingouin                     | PCF                       | Instituteur/Préfet du maquis, libérateur de Limoges |
| 1947-1956                  | Léon Betoulle                         | PSD                       | Employé de bureau |
| 1956-1990                  | Louis Longequeue                      | SFIO puis PS              | Pharmacien |
| 1990-2014                  | Alain Rodet                           | PS                        | Économiste |
| 2014-                      | Émile-Roger Lombertie                 | UMP puis LR               | Médecin |
|                            |                                       |                           | |